# Gustaf Fredrik Munthe
Gustaf Fredrik Munthe, född den 13 april 1849 i Stockholm, död den 25 maj 1919, var en svensk ämbetsman. Han var son till landshövding Gustaf Munthe och far till konsthistorikern Gustaf Munthe samt till litteraturhistorikern Arne Munthe.
Munthe blev juris kandidat vid Uppsala universitet 1874, kammarråd 1885 och expeditionschef för Finansdepartementet 1897. Han var president i Kammarkollegium 1904–1914. Munthe blev kommendör med stora korset av Nordstjärneorden 1911. Han vilar på Norra begravningsplatsen utanför Stockholm.